# Dick, Kerr's Ladies F.C.
Dick, Kerr's Ladies F.C. là một trong những câu lạc bộ bóng đá nữ được biết tới sớm nhất tại Anh. Đội bóng tồn tại trong khoảng 48 năm từ 1917 tới 1965, thi đấu 828 trận, chiến thắng 758 trận, hòa 46 trận và thua 24 trận. Trong những năm đầu, các trận đấu của câu lạc bộ thu hút từ 4.000 tới trên 50.000 khán giả một trận. Vào năm 1920, Dick, Kerr's Ladies đánh bại một đội bóng của Pháp 2–0 trước sự chứng kiến của trên 25.000 người trong một trận đấu đi vào lịch sử với tư cách là trận bóng đá nữ quốc tế đầu tiên. Tuy nhiên đội gặp phải sự phản đối mạnh mẽ từ Hiệp hội Bóng đá Anh (FA), những người cấm phụ nữ sử dụng các sân vận động của các câu lạc bộ trực thuộc FA trong 50 năm (luật bị dỡ bỏ vào năm 1971).

## Thành lập
Dick, Kerr's Ladies F.C. được thành lập tại Preston, Lancashire, Anh với tư cách một đội bóng của các nữ công nhân cho công ty Dick, Kerr & Co. trong thời kỳ chiến tranh thế giới thứ nhất. Các cô gái trong đội gia nhập công ty vào năm 1914 để phụ trách việc sản xuất đạn dược phục vụ chiến tranh. Mặc dù phụ nữ không được khuyến khích chơi bóng, người ta tin rằng các hoạt động thể thao có tổ chức sẽ gia tăng tinh thần lao động sản xuất ở các nhà máy.
Trong giai đoạn công ty giảm tải sản xuất vào tháng 10 năm 1917, các nữ công nhân cùng các công nhân tập sự thi đấu một số trận bóng trong giờ nghỉ uống trà và ăn trưa. Sau khi đánh bại các nam công nhân của công ty trong một trận giao lưu, các công nhân nữ của Dick, Kerr's thành lập một đội bóng dưới sự dẫn dắt của Alfred Frankland, một nhân viên quản lý của công ty. Đội thu hút một lượng lớn người xem khi 10.000 người chứng kiến họ đánh bại Arundel Coulthard Factory 4–0 vào ngày Giáng sinh năm 1917 tại Deepdale.
Dick, Kerr's thi đấu nhiều trận từ thiện với các đội bóng khác trên khắp đất nước và gây quỹ ủng hộ các quân nhân bị thương trong và sau chiến tranh. Tờ Daily Post viết, "Dick, Kerr's không mất nhiều thời gian để chứng minh họ tự tin hơn các đối thủ của mình, và có hiểu biết toàn diện hơn về trò chơi. Họ tấn công, thật ngạc nhiên là khá hay, một hay hai cô gái có thể kiểm soát bóng một cách đáng ngưỡng mộ." Các cầu thủ được Dick, Kerr & Co. trả 10 shilling một trận để bù vào các chi phí của họ.

## Thi đấu quốc tế
Đội tham dự trận đấu bóng đá nữ quốc tế đầu tiên vào năm 1920 với một đội từ Paris, Pháp, do người được coi là đỡ đầu của nền thể thao nữ ở Pháp, bà Alice Milliat dẫn dắt. Hai đội thi đấu tổng cộng bốn trận tại Anh Quốc vào năm 1920. Dick, Kerr's thắng trận đầu 2–0 tại Deepdale. Họ thắng tiếp 5–2 tại Stockport và hòa trận thứ ba tại Manchester với tỉ số 1–1. Người Pháp thắng 2–1 trận cuối cùng trên sân Stamford Bridge ở Luân Đôn. Dick, Kerr's cũng tới Pháp và thi đấu tại Paris, Roubaix, Havre và Rouen. Họ hòa ba trận và thắng trận cuối cùng.
Chuyến đi Pháp giúp đội nhận được nhiều sự chú ý. Vào ngày Boxing Day năm 1920 họ thu hút 53.000 khán giả tới xem mình thi đấu tại Goodison Park, Liverpool với St. Helen's Ladies. Đội thường xuyên có mặt trên mục tin thời sự của Pathe còn các cầu thủ như Lily Parr và Alice Woods trở thành tâm điểm trên các sân ở Anh.

## Lệnh cấm của FA
Sự nổi tiếng của đội khiến Hiệp hội Bóng đá Anh (FA) ra lệnh cấm bóng đá nữ trên các sân vận động thuộc các thành viên do họ quản lý vào ngày 5/12/1921. FA đưa ra lệnh cấm với lý do phụ nữ không có thể chất phù hợp để chơi bóng. Tuy nhiên người ta lại cho rằng nguyên nhân sâu xa là sự nổi tiếng của đội nói riêng và bóng đá nữ nói chung gây lo ngại tới bóng đá nam.
Lệnh cấm của FA bị dỡ bỏ vào năm 1971 và trở thành một biến cố lớn trong giới bóng đá nữ tại Anh. Các sân vận động do FA quản lý cũng là các sân duy nhất đủ chỗ ngồi để đáp ứng nhu cầu của các trận bóng đá nữ đầu thập niên 1920. Bởi lệnh cấm này, bóng đá nữ chỉ được chơi ở các sân nhỏ, nghèo nàn về cơ sở vật chất. Bóng đá nữ Anh được FA tiếp quản vào năm 1993.

## Du đấu tại Hoa Kỳ
| “ | Đội sẽ vẫn tiếp tục chơi, nếu ban tổ chức các trận đấu từ thiện cung cấp sân bãi, ngay cả khi chúng tôi phải chơi trên những mặt sân gồ ghề. | ” |
| — | |   |

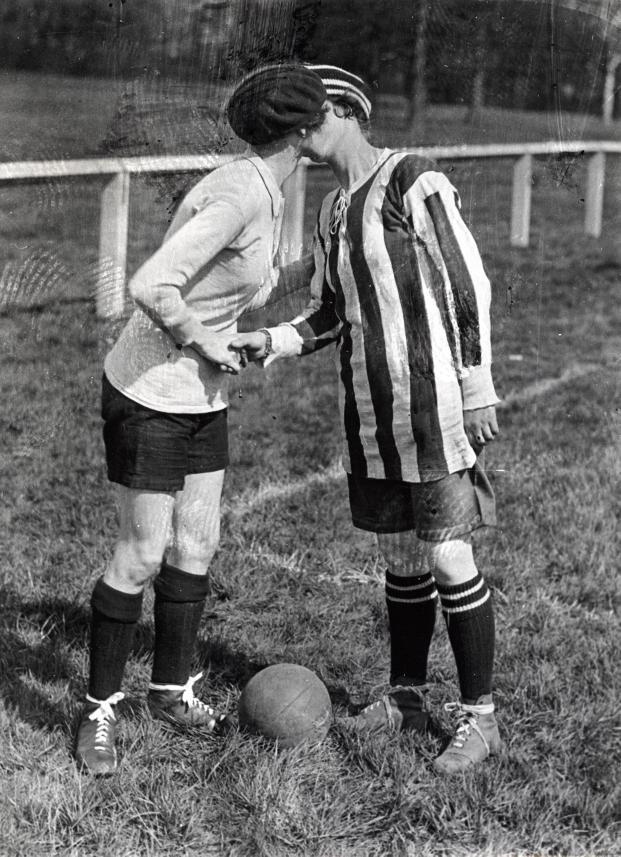
Nụ hôn đội trưởng

Dù bị FA cấm, đội tiếp tục thi đấu trên các sân không thuộc FA quản lý. Vào cuối năm 1922, đội thực hiện chuyến du đấu tại Canada và Hoa Kỳ. Khi đội tới Canada, liên đoàn bóng đá địa phương ngăn không cho đội thi đấu tại đây. Tờ Washington Post đưa tin vào ngày 23/9/1922, "Đội các cầu thủ bóng đá nữ Dick, Kerr của Anh hôm nay đã tới bằng tàu hơi nước Montclare trên đường tới Hoa Kỳ, nơi họ sẽ thi đấu một chuỗi các trận đấu. Các cô gái này sẽ không được thi đấu với các đội của Canada do Hiệp hội bóng đá Dominion (tên ban đầu của Hiệp hội bóng đá Canada) phản đối bóng đá nữ. Trận đầu của đội sẽ diễn ra tại Patterson, New Jersey vào ngày 24/9." Đội thi đấu với các đội nam của Hoa Kỳ trước sự chứng kiến của khoảng từ 4 tới 10 ngàn khán giả. Một số đội có các cầu thủ từng đá tại Anh, cùng một cầu thủ Mỹ về sau đại diện cho nước này dự Giải vô địch bóng đá thế giới 1930. Dick, Kerr's Ladies giành chiến thắng ba trận, hòa 3 và thua 3. Tờ Fall River Evening Herald ở Fall River, Massachusetts miêu tả trận đấu tại đây của đội là "một trong những điều lớn lao nhất liên quan tới bóng đá từng tới với nước Mỹ". Các tờ báo cũng hay nói về "tinh thần tuyệt vời, lối chơi thông minh, và tốc độ đáng nể" của đội.

## Preston Ladies F.C. (1926–1965)
Vào năm 1926 nổi lên mối bất hòa giữa Alfred Frankland với chủ sở hữu của Dick, Kerr's Ladies. Tên của đội chuyển thành Preston Ladies F.C. và tiếp tục thi đấu cho tới 1965, 6 năm trước khi FA chính thức công nhận bóng đá nữ. Mặc dù phải thi đấu ở những địa điểm ít tiếng tăm hơn do lệnh cấm của FA, vẫn có trung bình 5.000 khán giả tới xem vào những năm 1930. Năm 1937, đội thi đấu với đội vô địch nữ Scotland là Edinburgh Ladies và chiến thắng 5–1, nhận danh hiệu vô địch thế giới "không chính thức".
Ngày nay có một đội bóng nữ mang tên Preston North End W.F.C. (chơi tại Women's Premier League Northern Division), nhưng không liên quan tới Preston Ladies F.C..

## Màu trang phục
Đội mặc áo sọc đen trắng với hình cờ Union Jack trên ngực trái và quần màu xanh lam. Màu trang phục An của họ là áo trắng và quần xanh lam. Họ cũng đội mũ sọc đen trắng để làm gọn tóc.